# 슈픽스노랑이빨캐비
슈픽스노랑이빨캐비(Galea spixii)는 천축서과에 속하는 남아메리카 설치류의 일종이다. 안데스산맥의 볼리비아 동부 지역과 브라질 남중부 대부분 지역부터 북동부 지역에서 발견된다. 브라질 잡목 지대와 키팅가 지역과 같은 앞이 트인 사바나 지역과 반건조 서식지에서 서식한다. 핵형은 2n=64와 FN=118이다.
슈픽스노랑이빨캐비와 커먼노랑이빨캐비는 유사하고, 실제로 같은 종으로 취급되기도 한다. 슈픽스노랑이빨캐비는 환경 변화에 대해 큰 폭의 내성을 갖고 있지만, 앞이 트인 서식지를 필요로 한다. 분포 지역 전역에 걸쳐 아주 풍부하게 발견되기 때문에 노랑이빨천축서속에서 가장 안정적인 종이다.